# Sai (Aomori)
Sai (jap. 佐井村 Sai-mura) – wieś w Japonii, na wyspie Honsiu, w prefekturze Aomori. Według danych na rok 2020 miejscowość zamieszkiwało 1 788 mieszkańców , a gęstość zaludnienia wyniosła 13,2 os./km².